# Бутерброд з іспанською тортильєю

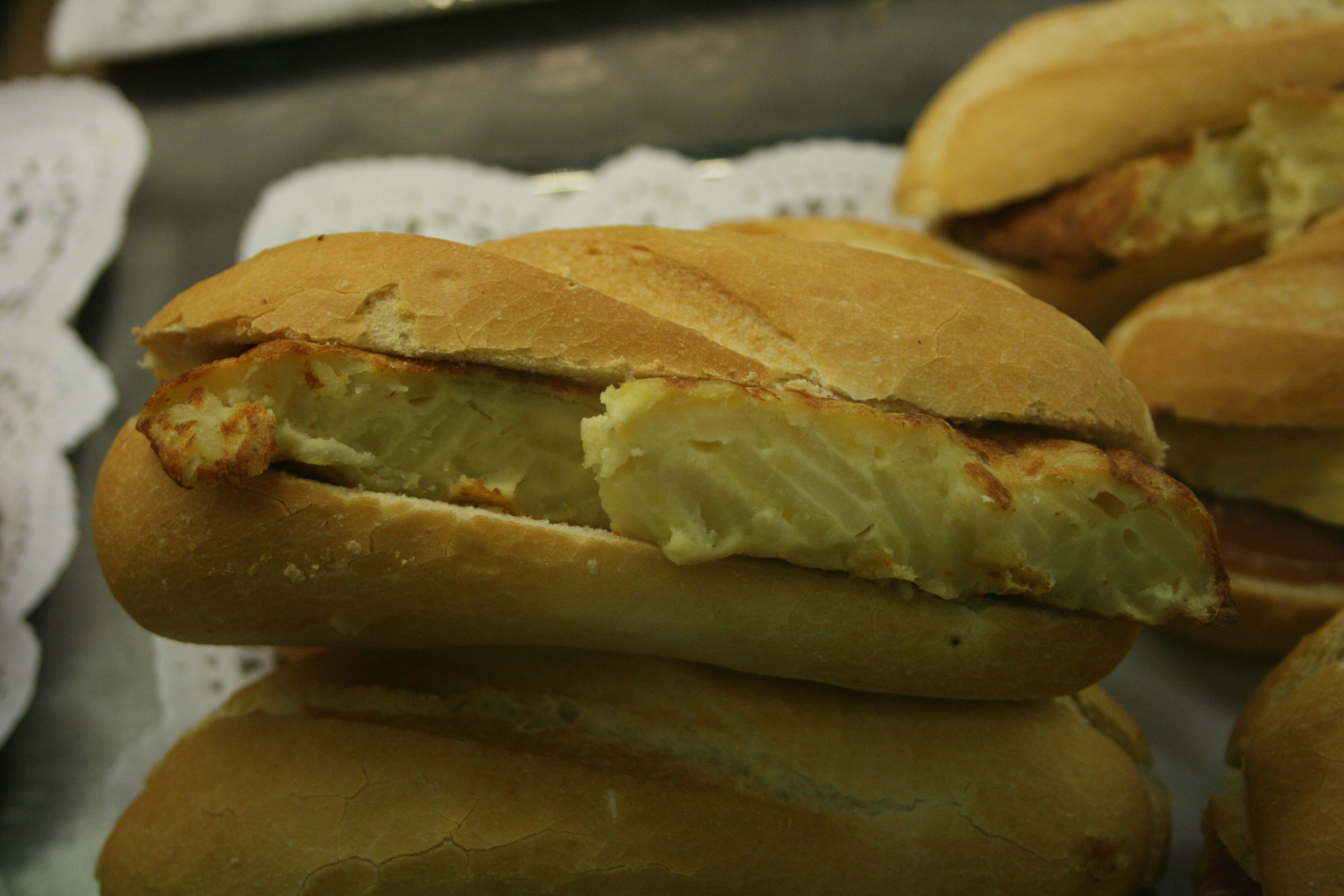
Бутерброд з тортильєю — один з найпопулярніших в Іспанії

Бутерброд з іспанською тортильєю (ісп. bocadillo de tortilla de patatas) — популярний бутерброд в іспанській кухні. Це недорога страва, яку легко приготувати, часто зустрічається в буфетах та кафе на залізничних вокзалах і в аеропортах Іспанії. Бутерброд зазвичай подається в холодному вигляді, за бажанням клієнта його можуть розігріти. Разом з бутербродами з хамоном і з кальмарами вважається одним з найтиповіших бутербродів в Іспанії.
Бутерброд з тортилью готують з багета і порції іспанської тортильи, відрізаної трикутником. Зазвичай вживається з пивом або кока-колою. У деяких рецептах в сухий за своїм складом бутерброд з тортильєю додається смажений болгарський перець, томати, майонез і скибочка плавленого сиру. В якості приправи часто використовується кетчуп, айолі, зрідка який-небудь гострий соус.